# Dead by Daylight
Dead by Daylight is een computerspel ontwikkeld door Behaviour Interactive en uitgegeven door meerdere uitgevers voor de PlayStation 4, PlayStation 5, Xbox One, Xbox Series, Nintendo Switch, en voor Windows, Android en iOS.
Het survival- en horrorspel is uitgekomen op 14 juni 2016 voor Windows. In 2017 verschenen de PlayStation 4- en Xbox One-versies, in 2019 een Switch-versie, en ten slotte in 2020 de Android-, iOS-, PlayStation 5- en Xbox Series-versies.

## Spel
Het multiplayerspel is een een-tegen-vier-spel waar een speler als "Killer" speelt, en de andere vier als "Survivors". De vier Survivors moeten uit handen van de Killer zien te blijven en samenwerken om de vijf generators te repareren, waarmee de uitgangen van stroom worden voorzien.

## Ontvangst
Het spel ontving na release vooral gemengde recensies, maar werd ondanks dat toch een commercieel succes met 60 miljoen gelijktijdige spelers. Men prees de robuuste horrorelementen in het survivalspel. Kritiek was er op het matchmaking-systeem, maar dit werd met een update verholpen.
Op Metacritic, een recensieverzamelaar, heeft het spel een gemiddelde score van 63,5% voor alle platforms. De Xbox One-versie scoorde het minst met 58%. De Windows-versie werd positiever ontvangen met een verzamelde score van 71%.